# كاربنزيد
كاربنزيد أو حمض الكاربنزيك هو مضادا للاكتئاب مثبط أكسيداز أحادي الأمين ومن مجموعة هيدرازين، لم يسوق أبدا.